# Wan’an

Lage von Wan’an (rot) im Verwaltungsgebiet von Ji’an (gelb) in Jiangxi

Der Kreis Wan’an (chinesisch 万安县, Pinyin Wàn’ān Xiàn) ist ein Kreis, der zum Verwaltungsgebiet der bezirksfreien Stadt Ji’an im mittleren Süden der chinesischen Provinz Jiangxi gehört. Er hat eine Fläche von 2.038 km² und zählt 301.699 Einwohner (Stand: Zensus 2010). Sein Hauptort ist die Großgemeinde Furong (芙蓉镇). 

## Administrative Gliederung
Auf Gemeindeebene setzt sich der Kreis aus neun Großgemeinden und sieben Gemeinden zusammen. 